# Opuntia rosea
Opuntia rosea là một loài thực vật có hoa trong họ Cactaceae. Loài này được (hort. ex A. Dietr.) K. Schum. mô tả khoa học đầu tiên năm 1898.